# Neotheronia hespenheidei
Neotheronia hespenheidei là một loài tò vò trong họ Ichneumonidae.